# 断罪!断罪!また断罪!!
『断罪!断罪!また断罪!!』（だんざい!だんざい!まただんざい!!）は、筋肉少女帯の6枚目のアルバム。

## 解説
メジャーデビューしてからは初のセルフプロデュースアルバム。
ジャケットの鉄仮面は、ジョージ秋山の漫画『デロリンマン』に登場する「オロカメン」である。
「何処へでも行ける切手」の歌詞は丸尾末広の漫画『少女椿』の主人公、みどりちゃんをモデルとしており、この詞のイメージは後のアニメ新世紀エヴァンゲリオンの登場人物綾波レイのキャラクターデザインに強い影響を与えている。詳細は彼女のリンク先を参照。
リマスタリングが施され、2009年9月16日に再発売された。

## 演奏者
- 大槻ケンヂ - ボーカル
- 橘高文彦 - ギター
- 本城聡章 - ギター
- 内田雄一郎 - ベース
- 太田明 - ドラムス
- 潮崎裕己 - キーボード（ゲスト）
- 久保田安紀 - コーラス（ゲスト）

## 収録曲
| 全作詞: 大槻ケンヂ、全編曲: 筋肉少女帯。 |                                |            |                                    |      |
| #                                        | タイトル                       | 作詞       | 作曲                               | 時間 |
| 1.                                       | 「おまけの一日」               | 大槻ケンヂ | 筋肉少女帯                         | 0:42 |
| 2.                                       | 「踊るダメ人間」               | 大槻ケンヂ | 大槻ケンヂ・内田雄一郎・筋肉少女帯 | 4:56 |
| 3.                                       | 「猫のおなかはバラでいっぱい」 | 大槻ケンヂ | 大槻ケンヂ・筋肉少女帯             | 4:17 |
| 4.                                       | 「パブロフの犬」               | 大槻ケンヂ | 橘高文彦・筋肉少女帯               | 4:31 |
| 5.                                       | 「代わりの男」                 | 大槻ケンヂ | 太田明・筋肉少女帯                 | 3:00 |
| 6.                                       | 「何処へでも行ける切手」       | 大槻ケンヂ | 内田雄一郎・筋肉少女帯             | 7:42 |
| 合計時間:                                | 合計時間:                      | 合計時間:  | 25:08                              |      |